# Tephrosia uniovulata
Tephrosia uniovulata är en ärtväxtart som beskrevs av Ferdinand von Mueller. Tephrosia uniovulata ingår i släktet Tephrosia och familjen ärtväxter. Inga underarter finns listade i Catalogue of Life.